# Eric IV di Danimarca
Eric IV, noto anche come Plovpenning (1216 – 9 agosto 1250), fu re di Danimarca dal 1241 fino alla sua morte.

## Biografia
Era figlio di Valdemaro II di Danimarca e della moglie, la principessa Berengaria del Portogallo, fratello di Abele di Danimarca e di Cristoforo I di Danimarca; regnò assieme al padre a partire dal 1232.
Il suo breve regno fu caratterizzato da aspri conflitti e dalle guerre civili contro i fratelli. In particolare contro Abele, allora duca di Schleswig che sembrava mirare ad una posizione autonoma e che godeva dell'appoggio dei conti dell'Holstein. Dovette anche affrontare una rivolta contadina nella regione della Scania, scoppiata a causa delle alte tasse (fra le altre cose, la tassa sugli aratri); questo gli valse l'epiteto in lingua danese Plovpenning. ("plough" significa aratro e "penning" significa moneta, danaro), 
Dopo una vittoria pagata a caro prezzo sul fratello Abele nel 1250, negoziò con questi una tregua; venne imprigionato di lì a poco dal fratello ed assassinato. Venne fatto decapitare, e il cadavere venne buttato in mare. La sorte tragica del re venne ripresa dal poeta danese Adam Ohlenschlager per un dramma, Enrico ed Abele del 1820. 

## Discendenza
Eric si sposò con Jutta di Sassonia ed ebbero solo figlie femmine che raggiunsero l'età adulta:
- Sofia di Danimarca, che sposò Valdemaro I di Svezia.
- Ingeborg che sposò Magnus VI di Norvegia.
- Jutta, badessa presso Roskilde (1246-1284).
- Agnese, badessa presso Roskilde (1249-1288/95).

## Ascendenza
|                           |                          |                                          | Genitori                              |  |  | Nonni |  |  | Bisnonni      |  |  | Trisnonni           |  |
|                           |                          |                                          |                                       |  |  |       |  |  | Canuto Lavard |  |  | Eric I di Danimarca |  |
|                           |                          |                                          |                                       |  |  |       |  |  | Canuto Lavard |  |  | Eric I di Danimarca |  |
|                           |                          | Bodil Thrugotsdattir                     |                                       |  |  |       |  |  | Canuto Lavard |  |  |                     |  |
| Valdemaro I di Danimarca  |                          |                                          |                                       |  |  |       |  |  | Canuto Lavard |  |  |                     |  |
|                           |                          | Ingeborg di Kiev                         | Mstislav I di Kiev                    |  |  |       |  |  |               |  |  |                     |  |
|                           |                          | Ingeborg di Kiev                         | Mstislav I di Kiev                    |  |  |       |  |  |               |  |  |                     |  |
|                           |                          | Ingeborg di Kiev                         | Cristina Ingesdotter di Svezia        |  |  |       |  |  |               |  |  |                     |  |
| Valdemaro II di Danimarca |                          | Ingeborg di Kiev                         |                                       |  |  |       |  |  |               |  |  |                     |  |
|                           |                          | Volodar Glebovich                        | …                                     |  |  |       |  |  |               |  |  |                     |  |
|                           |                          | Volodar Glebovich                        | …                                     |  |  |       |  |  |               |  |  |                     |  |
|                           |                          | Volodar Glebovich                        | …                                     |  |  |       |  |  |               |  |  |                     |  |
| Sofia di Minsk            |                          | Volodar Glebovich                        |                                       |  |  |       |  |  |               |  |  |                     |  |
|                           |                          | Rikissa di Polonia                       | Boleslao III di Polonia               |  |  |       |  |  |               |  |  |                     |  |
|                           |                          | Rikissa di Polonia                       | Boleslao III di Polonia               |  |  |       |  |  |               |  |  |                     |  |
|                           |                          | Rikissa di Polonia                       | Salomea di Berg                       |  |  |       |  |  |               |  |  |                     |  |
| Eric IV di Danimarca      |                          | Rikissa di Polonia                       |                                       |  |  |       |  |  |               |  |  |                     |  |
|                           | Alfonso I del Portogallo | Enrico di Borgogna, conte del Portogallo |                                       |  |  |       |  |  |               |  |  |                     |  |
|                           | Alfonso I del Portogallo | Enrico di Borgogna, conte del Portogallo |                                       |  |  |       |  |  |               |  |  |                     |  |
|                           | Alfonso I del Portogallo | Teresa di León                           |                                       |  |  |       |  |  |               |  |  |                     |  |
| Sancho I del Portogallo   | Alfonso I del Portogallo |                                          |                                       |  |  |       |  |  |               |  |  |                     |  |
|                           |                          | Mafalda di Savoia                        | Amedeo III di Savoia                  |  |  |       |  |  |               |  |  |                     |  |
|                           |                          | Mafalda di Savoia                        | Amedeo III di Savoia                  |  |  |       |  |  |               |  |  |                     |  |
|                           |                          | Mafalda di Savoia                        | Adelaide                              |  |  |       |  |  |               |  |  |                     |  |
| Berengaria del Portogallo |                          | Mafalda di Savoia                        |                                       |  |  |       |  |  |               |  |  |                     |  |
|                           |                          | Raimondo Berengario IV di Barcellona     | Raimondo Berengario III di Barcellona |  |  |       |  |  |               |  |  |                     |  |
|                           |                          | Raimondo Berengario IV di Barcellona     | Raimondo Berengario III di Barcellona |  |  |       |  |  |               |  |  |                     |  |
|                           |                          | Raimondo Berengario IV di Barcellona     | Dolce I di Provenza                   |  |  |       |  |  |               |  |  |                     |  |
| Dolce di Barcellona       |                          | Raimondo Berengario IV di Barcellona     |                                       |  |  |       |  |  |               |  |  |                     |  |
|                           |                          | Petronilla d'Aragona                     | Ramiro II d'Aragona                   |  |  |       |  |  |               |  |  |                     |  |
|                           |                          | Petronilla d'Aragona                     | Ramiro II d'Aragona                   |  |  |       |  |  |               |  |  |                     |  |
|                           |                          | Petronilla d'Aragona                     | Agnese d'Aquitania                    |  |  |       |  |  |               |  |  |                     |  |
|                           |                          | Petronilla d'Aragona                     |                                       |  |  |       |  |  |               |  |  |                     |  |

## Culto
Il giorno dopo la decapitazione, il cadavere fu trovato da alcuni pescatori e fu sepolto dai frati Domenicani nella loro chiesa. Nel 1257 fu trasportato nella chiesa di Ringsted, dove sono sepolti molti re danesi. Il popolo danese lo considerò come un martire e molte confraternite sorsero in suo onore e col suo nome. 
La sua festa si celebra il 10 agosto.